# Dohneh
Dohneh (persiska: دهنه, دوحيِه, دَهَنِه) är en ort i Iran.   Den ligger i provinsen Zanjan, i den nordvästra delen av landet, 260 km nordväst om huvudstaden Teheran. Dohneh ligger 578 meter över havet och antalet invånare är 685.
Terrängen runt Dohneh är kuperad åt nordost, men åt sydväst är den bergig.Runt Dohneh är det ganska glesbefolkat, med 47 invånare per kvadratkilometer. Närmaste större samhälle är Āb Bar, 10,2 km nordost om Dohneh. Trakten runt Dohneh består i huvudsak av gräsmarker.